# Radoslav Hlapen
Radoslav Hlapen (en serbio: Радослав Хлапен; fl. 1350-1383) fue un magnate serbio que sirvió a los emperadores serbios Dušan (1331-1355) y Uroš V (1355-1371) como vaivoda (comandante militar). Participó en la conquista de los territorios bizantinos, y se le concedió una región al norte de Tesalia para gobernar a principios de los años 1350.

## Biografía

### Origen
Se cree que Radoslav Hlapen es el mismo župa (conde) Hlapen (en latín: Clapen) que gobernó Konavle y la amplia región de Trebinje en la década de 1330. Fue posiblemente el hijo del župa Radoslav, y fue llamado Radoslav en honor de su padre. Otra teoría sugiere que era el hijo de Sirgiano Paleólogo. 
El emperador bizantino Juan VI Cantacuceno (reinó entre 1347 y 1354) lo menciona como uno de los nobles más importantes, y lo llama un pariente del emperador serbio Esteban Dušan.

### Servicio bajo Esteban Dušan
Serres fue capturada en septiembre de 1345, Veria en la primera mitad de 1346. Veria y los pueblos de los alrededores fueron recuperadas por Juan Cantacuceno. Después de las conquistas militares, probablemente en la primavera de 1351, Hlapen regresó la ciudad al dominio serbio, con muchas ciudades y pueblos de la zona. Fue nombrado gobernador de Édessa (Voden) y Veria (Ber), al norte de Tesalia. 
El emperador Dušan murió en Devol, el 20 de diciembre de 1355. Dušan fue sucedido por su hijo Uroš V.

### Servicio bajo Esteban Uroš V
Después de la muerte del gobernador de Tesalia, el César Preljub (1356), su viuda Irene intento hacer valer sus derechos sobre esa región en nombre de su hijo Tomás. La familia Preljubović se vio obligada a huir a Serbia tras el avance de Nicéforo II Orsini en 1356. Irene se casó con Hlapen, quien adoptó a Tomás.
Simeón Uroš, el hermano de Dušan, fue nombrado gobernador de Epiro y Acarnania en 1348. Luego de la muerte del emperador y la posterior invasión de Nicéforo II, Simeón se retiró a Kastoriá, en donde se proclamó «emperador de los serbios, griegos y albaneses». Simeón adquirió el apoyo de Juan Comneno Asen (el cuñado de Dušan). En respuesta, la nobleza serbia celebró un consejo en abril de 1357 en Skopie, en el que se comprometieron a apoyar al emperador Uroš V, según la voluntad de Dušan. En el verano de 1358, Simeón avanzó sobre Zeta, pero fue detenido en Skadar, donde su ejército de 5.000 hombres fue derrotado por la nobleza serbia. Simeón volvió a Kastoriá, y nunca más intentó tomar Serbia. Durante su ausencia en Epiro (1359), Hlapen invadió Tesalia, en nombre de su hijastro Tomás. Simeón se vio obligado a reducir sus pérdidas mediante el reconocimiento de las conquistas de Radoslav Hlapen, entregándole Kastoriá a él, y casar a su hija María con Tomás. Hlapen continuó reconociendo la soberanía Simeón Uroš, y proporcionó una barrera entre Uroš V y Simeón. Después del tratado entre Hlapen y Simeón Uroš, este último se estableció en Tesalia. 

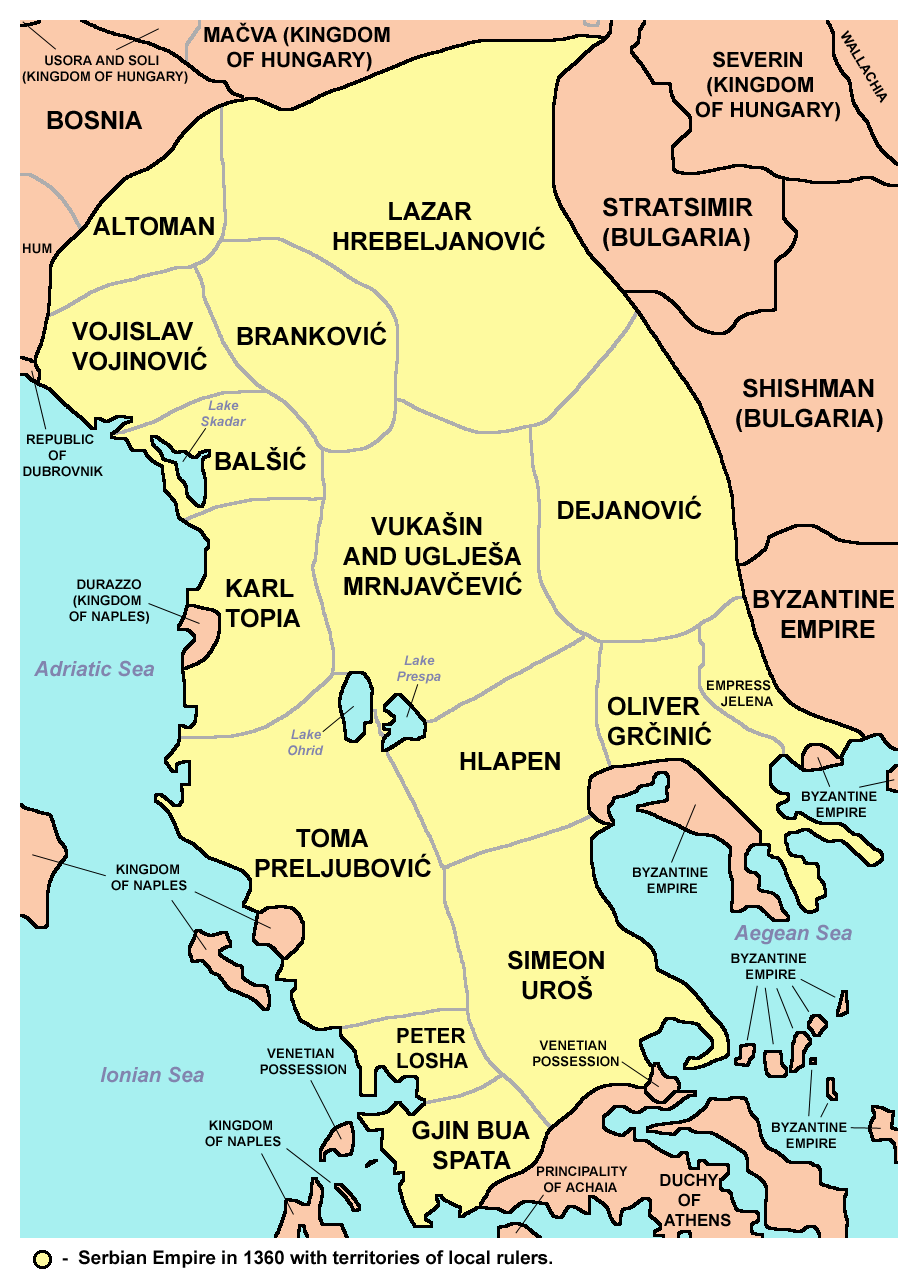
Los magnates serbios y sus provincias, c. 1360.

En 1365 fue mencionado un čelnik llamado Radoslav, refiriéndose ya sea a Radoslav Hlapen o Radoslav Povika, el hermano del logoteta Đurađ.

### Caída del Imperio serbio
Después de la batalla de Maritza (1371) se convirtió en uno de los señores provinciales más poderosos.

### Últimos años
Se retiró como monje al monasterio de Vodoča donde también fue enterrado. Su anillo votivo fue encontrado en el sitio. También fundó una iglesia en Kučevište, Skopie, un monasterio en Ostrovo, y un monasterio en Grecia.

## Matrimonio

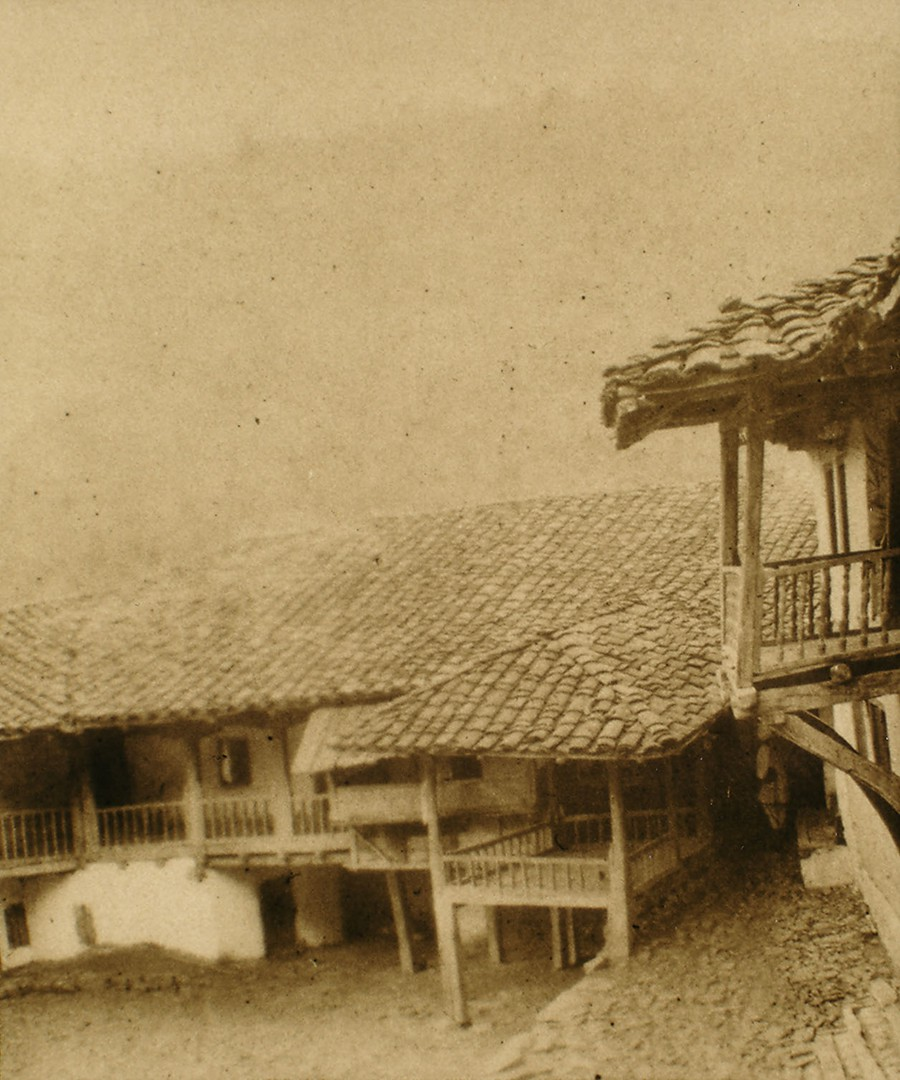
Monasterio en Kučevište, Skopie, 1903.

Se casó con Irene, la viuda del César Preljub. Tuvieron la siguiente descendencia:
- María Angelina Radoslava, casada con Alejo Ángelo Filantropeno
- Jelena, casada con el Príncipe Marko
- desconocida, casada con Nikola Bagaš
- desconocida, casada con Juan Uroš
- Esteban